# Seznam zápasů české fotbalové reprezentace 2002
V roce 2002 odehrála česká fotbalová reprezentace celkem 10 mezistátních zápasů, z toho 2 kvalifikační o ME 2004 a 8 přátelských. Celková bilance byla 7 výher a 3 remízy. Hlavním trenérem byl Karel Brückner.

## Přehled zápasů
| 12. února 2002 turnaj 4 zemí, semifinále |       |          |                                              |
| Česko                                    | 2 – 0 | Maďarsko | Larnaka diváci: 200 rozhodčí: Panicos Kailis |
| Koloušek 7' Koller 65'                   |       |          | Larnaka diváci: 200 rozhodčí: Panicos Kailis |

| 13. února 2002 turnaj 4 zemí, finále          |       |                                        |                                              |
| Kypr                                          | 3 – 4 | Česko                                  | Nikósie diváci: 450 rozhodčí: Panicos Kailis |
| Christodoulou 26' Joakim 68' Constantinou 88' |       | 51' Lokvenc 74', 86' Koller 90' Šmicer | Nikósie diváci: 450 rozhodčí: Panicos Kailis |

| 27. března 2002 přátelský |       |       |                                                              |
| Wales                     | 0 – 0 | Česko | Millennium, Cardiff diváci: 20 000 rozhodčí: Claus Bo Larsen |
|                           |       |       | Millennium, Cardiff diváci: 20 000 rozhodčí: Claus Bo Larsen |

| 17. dubna 2002 přátelský |       |       |                                                   |
| Řecko                    | 0 – 0 | Česko | Ioánnina diváci: 10 000 rozhodčí: Carlo Bertolini |
|                          |       |       | Ioánnina diváci: 10 000 rozhodčí: Carlo Bertolini |

| 18. května 2002 přátelský |       |        |                                                             |
| Česko                     | 1 – 0 | Itálie | Letná, Praha diváci: 15 077 rozhodčí: Lutz Michael Fröhlich |
| Šmicer 25'                |       |        | Letná, Praha diváci: 15 077 rozhodčí: Lutz Michael Fröhlich |

| 21. srpna 2002 přátelský         |       |           |                                                                 |
| Česko                            | 4 – 1 | Slovensko | Andrův stadion, Olomouc diváci: 11 986 rozhodčí: Giorgos Douros |
| Koller 31', 64' Rosický 70', 78' |       | 8' Németh | Andrův stadion, Olomouc diváci: 11 986 rozhodčí: Giorgos Douros |

| 6. září 2002 přátelský                     |       |            |                                                     |
| Česko                                      | 5 – 0 | Jugoslávie | Letná, Praha diváci: 5 435 rozhodčí: Jurij Baskakov |
| Šmicer 2' Ujfaluši 21', 55' Baroš 51', 80' |       |            | Letná, Praha diváci: 5 435 rozhodčí: Jurij Baskakov |

| 12. října 2002 kvalifikace ME 2004, skupina 3 |       |                                    |                                                           |
| Moldavsko                                     | 0 – 2 | Česko                              | Republican, Kišiněv diváci: 3 500 rozhodčí: Leslie Irvine |
|                                               |       | 69' (pen.) Jankulovski 79' Rosický | Republican, Kišiněv diváci: 3 500 rozhodčí: Leslie Irvine |

| 16. října 2002 kvalifikace ME 2004, skupina 3 |       |           |                                                                  |
| Česko                                         | 2 – 0 | Bělorusko | Na Stínadlech, Teplice diváci: 12 850 rozhodčí: Helmut Fleischer |
| Poborský 7' Baroš 23'                         |       |           | Na Stínadlech, Teplice diváci: 12 850 rozhodčí: Helmut Fleischer |

| 20. listopadu 2002 přátelský     |       |                              |                                                               |
| Česko                            | 3 – 3 | Švédsko                      | Na Stínadlech, Teplice diváci: 10 238 rozhodčí: Muhidin Bosat |
| Fukal 8' Vachoušek 45' Baroš 63' |       | 29', 43' Nilsson 65' Allbäck | Na Stínadlech, Teplice diváci: 10 238 rozhodčí: Muhidin Bosat |